# 바다의 일꾼들

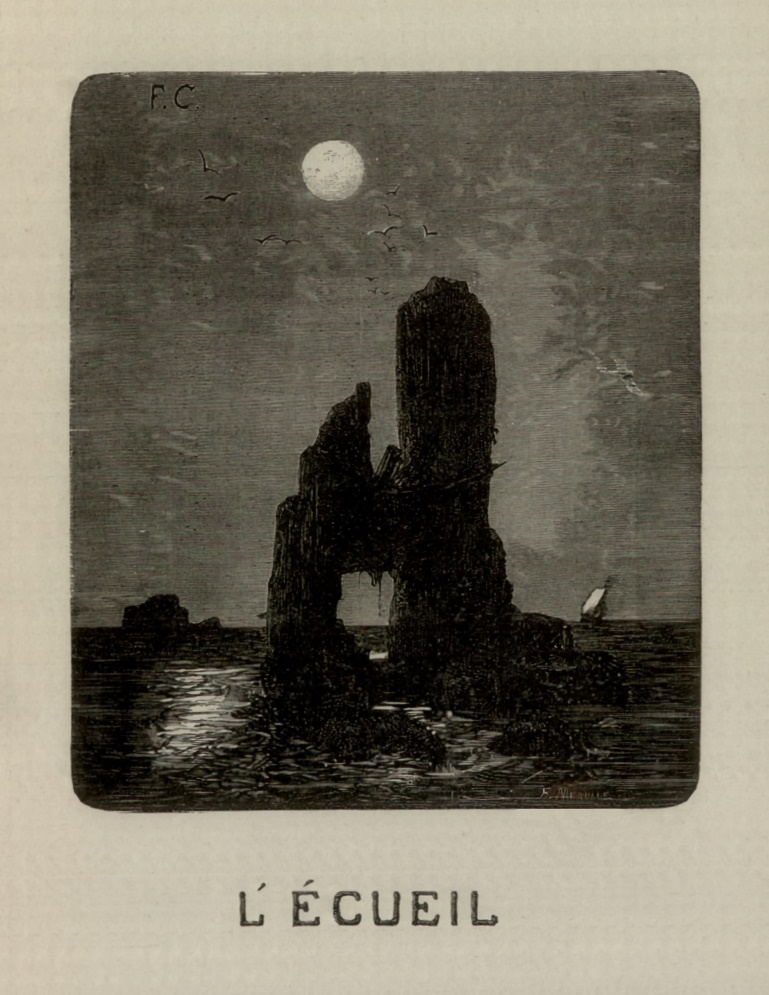

《바다의 일꾼들》(프랑스어: Les Travailleurs de la mer, 영어: Toilers of the Sea)은 프랑스의 대문호 빅토르 위고의 장편소설이다. 이 책에서는 이야기의 흐름을 파악하는 데 필요한 부분과 몽상의 부분, 양쪽 모두를 놓치지 않고 원전의 10%를 발췌했다. ≪레미제라블≫, ≪파리의 노트르담≫과 함께 위고의 3대 작품 중 하나로 꼽힌다. 1820년대 건지 섬과 주변 바다를 배경으로 주인공 질리아트가 좌초된 증기선에서 동력 기계장치를 구해 오는 과정을 전개하고 있다. 인간이 숙명적으로 대면해야 하는 자연, 우주와 영혼의 문제를 다루고 있다.

## 개요
<바다의 일꾼들>은 위고가 말한 쟁기와 선박, 즉 사물들의 숙명을 위해 주인공이 처절하게 투쟁하는 이야기다. 바다 한가운데 암초에 난파된 증기선의 기계장치를 가져오기 위해 벌이는 주인공 질리아트의 사투가 이 작품의 핵심이고 옮긴이도 가장 많은 지면을 할애했다. 총 3부 중 2부가 이에 해당한다. 바다와 어둠과 우주에 일대일로 대면한 한 외로운 영혼이 자신의 내면을 들여다보고 초월적 자아를 찾아가는 과정은 가히 압권이다.
작가 자신이 서문에서 천명한 대로, 이 소설의 주제는 불가피한 존재로서의 자연이다. 인간이 숙명적으로 대면해야 하는 사물들, 그리고 물, 불, 바람, 대지와 같은 원소들을 살펴보겠다는 것이다. 즉, 이 소설의 제목에서 ‘일꾼들’은 뱃사람들이기도 하지만, 자연현상들을 가리킨다. 즉 일렁이는 물결, 불어오는 바람, 태양, 자기력을 머금은 빛, 암초, 보이지 않는 해저 세계를 품고 있는 바다 등이기도 하다. 이러한 자연현상과 우주의 구성 요소들은 이야기의 배경인 동시에 이야기를 역동적으로 이끌어간다.
이 소설은 우주와 인간 영혼의 문제를 다룬 작품이다. 주인공 질리아트는 자연과 자신의 내면세계를 심층적으로 탐색한다. 난파선의 기계장치를 구해 오는 질리아트의 작업은 무한한 자연이자 우주 전체와 관여되어 있는 바다에 맞서고 있는 것이다. 그리고 그는 이 작업을 하면서 어둠의 심연을 바라본다. 내면 깊숙한 곳의 영혼을 발견하게 되는 것이다. 따라서 이 소설은 질리아트가 자신의 영혼, 즉 진정한 자아를 찾아가는 과정을 다루고 있다 할 수 있다.
위고 연구가들은 “위대한 위고는 망명 시기의 위고”라고 주장한다. 실로 이 시기에 그의 주옥같은 작품들이 쓰였다. ≪바다의 일꾼들≫ 역시 위고의 망명기에 쓰인 장편소설로, 1865년에 탈고되고 1866년에 출간되었다. 이 소설의 배경이 된 영불해협의 건지 섬은 위고가 20년의 망명 생활 중 15년을 보낸 곳이다. 따라서 망명 생활의 생생한 체험과 뗄 수 없는 관계에 있음은 물론이다.
쉰 줄에 들어서 떠난 망명은 잠시 동안 사회 활동에 치중해 있던 작가의 정신과 시선을 오롯이 내면세계와 우주로 향하게 하면서, 작품 세계의 구심력을 강화하는 중요한 계기가 된다. 하늘과 바다를 가르는 수평선과 이따금 갈매기들만 보이는 건지 섬의 집필실에서, 위고는 전 우주와 홀로 마주 선 외로운 영혼의 심화된 세계 속으로 한없이 빠져들며 작품 세계의 새로운 영역을 열게 된다. 작품의 주제는 인간 세계에 한정되지 않고, 넓은 의미의 ‘존재’ 전체가 그 대상으로 떠오른다. 이 망명 시절의 사색을 통해 위고는 인간의 내면과 우주에 대한 심오한 비전을 지니게 된다. 그리하여 위고는 이후의 작품 전체를 관통하는 ‘관조(觀照)’라는 새로운 인식 방법을 제시한다. 관조하는 시인의 상상력은 안으로는 가장 내밀한 ‘영혼’으로 파고들고, 밖으로는 무한한 ‘우주’의 신비로운 영역 언저리까지 확장된다. 잘 알려져 있지 않은 이 소설도 이러한 심오한 비전을 잘 보여주고 있는 작품이다.